# SW 16
SW 16 var ett svenskt spaningsflygplan, som tillverkades av Södertälje Verkstäder (SW). Flygplanet var fabrikens andra egna konstruktion. 
Flygplanets kropp var för den tiden en lyckad konstruktion med en bra aerodynamik. Det var dubbeldäckat med den nedre vingen infäst i flygplanskroppens undersida, den övre vingen bars upp av fyra raka stöttor från undervingen samt fyra vinklade stöttor från flygplanskroppen. För att spara konstruktionsarbete och tid vid tillverkningen var det samma vingtyp som användes vid tillverkningen av SW 12. Vingarna tillverkades i en metallkonstruktion som var dukklädd, med skevroder endast i det övre vingparet. Flygplanskroppen som innehöll två sittplatser var tillverkad i en svetsad stålrörskonstruktion. Nospartiet kläddes med lättmetall medan kroppen i övrigt var klädd med fanér och duk. Flygplanet var utrustat med ett hjulställ och en sporrfjäder under fenan. Prototypflygplanet försågs med en Benz III-motor på 160 hk. 
Under flygutprovningen på Malmen 26 september 1917 fattade flygplanet eld i luften till följd av bränsleläckage. Piloten Hans von Blixen-Finecke och spanaren löjtnant H.G. Pfeiff omkom båda när flygplanet havererade. Meningen var att löjtnant Pfeiff skulle flyga flygplanet under höstens fälttjänstövningar. 
På grund av haveriet och motgången med den tidigare SW 15 kom inte SW 16 att serietillverkas.